# Adelaïde Blaise François Le Lièvre de La Grange
Pour les articles homonymes, voir Le Lièvre de La Grange.
Adelaïde Blaise François Le Lièvre, marquis de La Grange et de Fourilles, né le 21 décembre 1766 à Paris et mort le 2 juillet 1833 à Viarmes, est un général de cavalerie français.

## Biographie

### Du volontaire au colonel de cavalerie
Volontaire au bataillon d'Artois le 21 décembre 1781, il fut nommé lieutenant en second dans le même corps le 9 mai 1782 et passa comme sous-lieutenant dans les carabiniers le 4 août suivant. Devenu sous-lieutenant de remplacement le 20 juin 1784, il fut fait sous-lieutenant en pied dans le 2e régiment de l'arme le 1er mai 1788 ; attaché comme capitaine au régiment de la Reine-Dragons le 8 novembre 1789, il entra comme capitaine en pied au 50e régiment d'infanterie, le 12 janvier 1792.
Employé comme aide-de-camp auprès du maréchal Luckner le 3 mars, il fut nommé lieutenant-colonel au 6e régiment de dragons le 15 juin et obtint le grade de colonel de ce régiment le 8 septembre de la même année. C'est à la tête de ce corps qu'il combattit le 20 de ce mois à la bataille de Valmy où il fut blessé d'un coup de feu au bras. Passé en la même qualité au 5e régiment de hussards le 12 octobre suivant, il fit les campagnes de 1792 et 1793 à l'armée du Nord, avant d'être destitué de son commandement par le représentant du peuple Duquesnoy comme noble le 28 octobre 1793 et d'être emprisonné à Arras jusqu'au 4 décembre 1793.
Employé à la suite du 24e régiment de chasseurs à cheval le 12 floréal an VIII, il fut attaché comme chef de brigade à l'état-major du général en chef Murat, fit la campagne de l'an VIII à l'armée d'Italie, et prit le commandement du 7e régiment de chasseurs à cheval le 19 pluviôse an IX. Il servit alors à l'armée de Batavie, fut employé à celle d'Angleterre pendant les ans XII et XIII, et fut nommé membre de la Légion d'honneur le 19 frimaire, et officier de la Légion d'honneur le 25 prairial an XII.

### Général de l'Empire
Il prit part aux opérations de la 2e division du corps de la Grande Armée pendant les campagnes d'Autriche, de Prusse et de Pologne, de l'an XIV à 1807. Blessé d'un coup de feu à la cuisse le 10 juin de cette dernière année à la bataille d'Heilsberg, il mérita par sa bravoure le grade de général de brigade qui lui fut conféré par décret impérial du 25 juin 1807.
Employé avec son nouveau grade à la 2e division de cavalerie de réserve du 2e corps de la Gironde le 28 novembre 1808, il fut créé comte de l'Empire vers cette époque et retourna en 1809 à l'armée d'Allemagne où il eut un bras emporté par un boulet de canon le 21 à la bataille d'Essling. Promu au grade de général de division le 29 juin 1809, il fut nommé commandant de la province de la Haute-Autriche le 24 août de la même année. Appelé au commandement supérieur de la place d'Anvers le 30 avril 1811, il fut chargé de la surveillance des côtes dans le Mecklembourg le 4 mai 1812. Gouverneur supérieur de Wesel le 31 octobre 1813, il fut nommé commandant supérieur de la place de Metz le 1er janvier 1814 ; mais il ne put prendre ce commandement et fut chargé de celui de la levée en masse du département de Seine-et-Marne le 5 février suivant.

### Au service du roi
Après le retour des Bourbons, le général de Lagrange, qui reprit son titre de marquis, fut nommé capitaine-lieutenant de la 2e compagnie de mousquetaires le 15 juin et chevalier de l'ordre royal et militaire de Saint-Louis le 2 juin de la même année. Louis XVIII lui conféra la dignité de commandeur du même ordre le 3 janvier 1815. Il ne servit pas pendant les Cent-Jours, et après le licenciement des mousquetaires il fut nommé gouverneur de la 20e division militaire le 7 septembre 1815.
Admis à la retraite le 6 octobre suivant tout en conservant les fonctions de gouverneur, il passa en la même qualité à la 18e division militaire le 14 septembre 1819. Créé grand-croix de l'ordre de Saint-Louis le 17 août 1822, il fut fait commandeur de celui de la Légion d'honneur le 19 août 1824. Le marquis de Lagrange a conservé son gouvernement jusqu'à la révolution de juillet 1830 et, à cette époque, il est entré en position de retraite. Son nom figure sur l'arc de triomphe de l'Étoile, côté Est, colonne 11.

## Famille
Fils aîné du marquis François-Joseph Le Lièvre de La Grange, lieutenant-général des armées du roi, et d'Angélique-Adélaïde Méliand, il est né le 21 décembre 1766 à Paris et décédé le 2 juillet 1833 dans son château de Viarmes (Seine-et-Oise, aujourd'hui Val-d'Oise). Son frère, Armand Charles Louis Le Lièvre de La Grange (1783-1864), fut lui aussi général de cavalerie.
Il épousa le 17 février 1796 Adélaïde Victoire Hall, fille du peintre suédois Pierre Adolphe Hall et veuve de François-Louis Suleau, assassiné le 10 août 1792 et qui avait laissé un fils post mortem, Élysée de Suleau, qu'il éleva. De son mariage il laissa cinq enfants :
- Édouard, marquis de La Grange et de Fourilles[2] ;
- François Hercule Olivier, comte de la Grange[2] ;
- Adélaïde Joséphine Lucie Moïna, veuve en premières noces de Joseph-Louis Robert de Lignerac, duc de Caylus, et épouse, en secondes noces, de Louis Jean, comte Carra de Rochemur de Saint-Cyr ;
- Adélaïde Éric Claire ;
- Anne Judith Othilie, épouse d'Auguste Michel, marquis de Neuchèze.

## Décorations
- chevalier de l'ordre royal et militaire de Saint-Louis, le 12 juin 1814
- grand croix de l'ordre royal et militaire de Saint-Louis, le 17 août 1822
- Chevalier de la Légion d'honneur, le 19 frimaire an XII
- Officier de la Légion d'honneur, le 25 prairial an XII
- Commandeur de la Légion d'honneur, le 19 août 1824

## Armoiries
| Figure | Blasonnement |
|        | Armes du baron Adelaïde Blaise François Le Lièvre de La Grange et de l'Empire Écartelé : au I, d’azur ; aux II et III, de sable au griffon d’or, armé et lampassé de gueules, celui du III contourné ; au IV, d’azur au senestrochère brassardé d’argent, surmonté de la lettre E du même ; sur-le-tout, d’azur au chevron d’or, accompagné en chef de deux roses, et en pointe d’un alérion, le tout d’argent ; au canton des barons militaires de l'Empire brochant. - Livrées : rouge, bleu, jaune, verd ; le verd en bordure seulement. |
|        | Armes du comte Adelaïde Blaise François Le Lièvre de La Grange et de l'Empire Ecartelé : au I, du quartier des comtes militaires ; aux II et III, de sable au griffon d’or, armé et lampassé de gueules, celui du III contourné ; au IV, d’azur au senestrochère brassardé d’argent, surmonté de la lettre E du même ; sur le tout d’azur au chevron d’or, accompagné en chef de deux roses, et en pointe d’un alérion, le tout d’argent.                                                                                                   |